# Gajarské alúvium Moravy
Gajarské alúvium Moravy este o arie protejată (arie specială de conservare — SAC, sit de importanță comunitară — SCI) din Slovacia întinsă pe o suprafață de 1.244,38 ha, integral pe uscat.

## Localizare
Centrul sitului Gajarské alúvium Moravy este situat la coordonatele 48°32′14″N 16°56′08″E / 48.537182°N 16.935641°E.

## Înființare
Situl Gajarské alúvium Moravy a fost declarat sit de importanță comunitară în aprilie 2004 pentru a proteja 101 specii de animale. Situl a fost protejat și ca arie specială de conservare în martie 2004.

## Biodiversitate
Situată în ecoregiunea panonică, aria protejată conține 10 habitate naturale: Cursuri de apă de la nivel de câmpie la nivel montan, cu vegetație Ranunculion fluitantis și Callitricho-Batrachion, Stepe panonice nisipoase, Pajiști aluvionare inundabile, de Cnidion dubii, Dune continentale panonice, Râuri cu maluri nămoloase cu vegetație de Chenopodion rubri p.p. și Bidention p.p., Fânețe de joasă altitudine (Alopecurus pratensis, Sanguisorba officinalis), Lacuri eutrofice naturale cu vegetație de tip Magnopotamion sau Hydrocharition, Păduri mixte riverane de Quercus robur, Ulmus laevis și Ulmus minor, Fraxinus excelsior sau Fraxinus angustifolia, de-a lungul marilor râuri (Ulmenion minoris), Liziere de ierburi înalte hidrofile de câmpie și de nivel montan până la alpin, Păduri aluvionare cu Alnus glutinosa și Fraxinus excelsior (Alno-Padion, Alnion incanae, Salicion albae).
La baza desemnării sitului se află mai multe specii protejate:
- păsări (78): lăcar mare (Acrocephalus arundinaceus), pitulice de apă (Acrocephalus paludicola), lăcar-de-rogoz (Acrocephalus schoenobaenus), lăcar-de-lac (Acrocephalus scirpaceus), rață sulițar (Anas acuta), rață lingurar (Anas clypeata), rață pitică (Anas crecca), rață fluierătoare (Anas penelope), rață pestriță (Anas strepera), gârliță mare (Anser albifrons), gâscă cenușie (Anser anser), gârliță mică (Anser erythropus), gâscă de semănătură (Anser fabalis), fâsă de pădure (Anthus spinoletta), stârc roșu (Ardea purpurea), stârc galben (Ardeola ralloides), rață-cu-cap-castaniu (Aythya ferina), rața moțată (Aythya fuligula), rață roșie (Aythya nyroca), buhai de baltă (Botaurus stellaris), gâsca canadiană (Branta canadensis), Bucephala clangula, șorecar încălțat (Buteo lagopus), fugaci de țărm (Calidris alpina), înăriță (Carduelis flammea), chirighiță neagră (Chlidonias niger), erete vânăt (Circus cyaneus), erete cenușiu (Circus pygargus), cioară de semănătură (Corvus frugilegus), Corvus monedula, lebădă de iarnă (Cygnus cygnus), lebădă de vară (Cygnus olor), egretă albă (Egretta alba), egretă mică (Egretta garzetta), presură sură (Emberiza calandra), presură de stuf (Emberiza schoeniclus), șoim dunărean (Falco cherrug), Falco naumanni, vânturel de seară (Falco vespertinus), lișiță (Fulica atra), becațină comună (Gallinago gallinago), stârc pitic (Ixobrychus minutus), sfrânciocul cu frunte neagră (Lanius minor), pescăruș sur (Larus canus), pescăruș-cu-cap-negru (Larus melanocephalus), pescăruș râzător (Larus ridibundus), sitar de mâl (Limosa limosa), grelușel-de-zăvoi (Locustella luscinioides), Locustella naevia, rață catifelată (Melanitta fusca), ferestrașul mare (Mergus merganser), Mergus serrator, codobatura galbenă (Motacilla flava), rață cu ciuf (Netta rufina), culic mare (Numenius arquata), stârc de noapte (Nycticorax nycticorax), pietrar sur (Oenanthe oenanthe), ciuf-pitic (Otus scops), vultur pescar (Pandion haliaetus), pițigoi de stuf (Panurus biarmicus), potârniche (Perdix perdix), cormoran mic (Phalacrocorax pygmeus), bătăuș (Philomachus pugnax), lopătar (Platalea leucorodia), corcodel mare (Podiceps cristatus), corcodel-cu-gât-roșu (Podiceps grisegena), corcodel-cu-gât-negru (Podiceps nigricollis), cresteț cenușiu (Porzana parva), cresteț pestriț (Porzana porzana), lăstun de mal (Riparia riparia), mărăcinar negru (Saxicola torquatus), guguștiuc (Streptopelia decaocto), corcodel mic (Tachybaptus ruficollis), fluierar negru (Tringa erythropus), fluierar cu picioare verzi (Tringa nebularia), fluierarul de zăvoi (Tringa ochropus), fluierarul cu picioare roșii (Tringa totanus), sturzul viilor (Turdus iliacus)
- amfibieni (2): buhai de baltă cu burta roșie (Bombina bombina), triton cu creastă dobrogean (Triturus dobrogicus)
- mamifere (3): liliac cârn (Barbastella barbastellus), castor (Castor fiber), liliac de iaz (Myotis dasycneme)
- nevertebrate (10): Anisus vorticulus, croitorul mare al stejarului (Cerambyx cerdo), Cucujus cinnaberinus, Graphoderus bilineatus, rădașcă (Lucanus cervus), fluturele purpuriu (Lycaena dispar), phengaris nausithous (Maculinea nausithous), Maculinea teleius, Ophiogomphus cecilia, Unio crassus
- pești (8): zvârluga (Cobitis taenia), Gymnocephalus baloni, țipar (Misgurnus fossilis), boarță (Rhodeus sericeus amarus), Romanogobio albipinnatus, țigănuș (Umbra krameri), fusar (Zingel streber), pietrar (Zingel zingel)

Pe lângă speciile protejate, pe teritoriul sitului au mai fost identificate 62 de specii de plante, 10 specii de amfibieni, 16 specii de mamifere, 40 de specii de nevertebrate, 7 specii de pești, 3 specii de reptile.